# Disturbia (песня)
«Disturbia» (с англ. — «Помешательство»)  — песня барбадосской певицы Рианны из переиздания третьего студийного альбома «Good Girl Gone Bad: Reloaded». Песня была написана Андрэ Мерриттом, Крисом Брауном, Брайаном Кеннеди, Робертом Алленом и спродюсирована Брайаном Кеннеди; бэк-вокал спели Крис Браун и Андрэ Мерритт. Песня была отправлена на радиостанции Северной Америки 17 июня 2008 года, релиз сингла на физическом носителе состоялся в Великобритании 22 июля в 2008 году. «Disturbia» была выпущена в качестве третьего из переиздания, после «Take a Bow» и «If I Never See Your Face Again». Песня относится к жанру Синти-поп с мрачным звучанием.
Многие музыкальные критики дали песне положительные отзывы, в которых они хвалили тёмный музыкальный тон композиции. Песня стала лучшим дебютом Рианны в чарте Billboard Hot 100 в то время, а также достигла успеха, возглавив чарт Новой Зеландии, и вошла в лучшую пятёрку синглов в Канаде, Франции, Швеции, Швейцарии и Великобритании. Музыкальный видеоклип показывает Рианну внутри газовой камеры. В 2009 году сингл получил номинацию Лучшая танцевальная запись на 51-й ежегодной церемонии вручения наград «Грэмми», но проиграла песне «Harder, Better, Faster, Stronger» французского электронно-танцевального дуэта Daft Punk. Рианна много раз выступала с «Disturbia», включая Церемонию MTV VMA 2008, на которой певица пела в окружении танцующих зомби. Поп-панк-группа The Cab перепела песню для своего сборника «Punk Goes Pop 2». Журнал Billboard поставил сингл на девятое место в списке Летние песни 2008 года.

## Происхождение
«Disturbia» была написана бойфрендом Рианны на то время Крисом Брауном и его командой: Брайаном Кеннеди, Робертом Алленом и Андрэ Мерриттом, более известной как Graffiti Artizts. Песня должна была войти в переиздание альбома Криса Брауна — «Exclusive» в 2007 году. После завершения работы над песней певец отдал предпочтение другой — «Forever», которая позже стала хитом, после «Disturbia». Он чувствовал, что песня «Disturbia» больше подходит для певицы, и, вскоре, отправил её Рианне. При написании песни вдохновением послужило желание «стать полностью отстранённым и немного странным». В интервью для USA Today Крис Браун описал свои чувства относительно передачи песни Рианне:

«Это такое удовольствие быть вовлечённым в творчество и иметь задумки в голове, ты можешь написать песню 
 и отдать её кому-нибудь ещё, потому что она подходит тебе, но самое главное — идея».
Оригинальный текст (англ.)It's fun being creative and even if you have a concept in your head to write about, you can write it 
 and give it and give it to someone else because it might not personally fit you, but it might be an idea you have.
Во время записи «Disturbia» в студии Rocky Mountain Recorders в Денвере, Рианна с уверенностью взяла под свой контроль звучание всей композиции. В интервью с Ником Левиным для Digital Spy, она объяснила: «Я вошла в студию чтобы сделать эту песню по-своему. Тогда я нашла свой путь». В интервью с This Morning Рианна сказала, что песня не основана на её личном опыте, ведь композиция об умственном помешательстве, беспокойстве и беспорядке. Далее Рианна объяснила, что хотела сделать запись песни, потому что её тема, в какой-то момент, затрагивает многих людей. Билл Лемб из портала About.com чувствовал, что текст песни является немного урбанистически-жутким и схож с её предыдущим синглом 2006 года «Unfaithful». Другие критики интерпретировали это, как будто Рианна поёт об испуге, но, согласно тексту песни, эта интерпретация не имеет никакого смысла.
Когда альбом «Good Girl Gone Bad» был подготовлен для переиздания, Рианна встретилась с главой звукозаписывающего лейбла Def Jam Эл Эй Рейдом, предложив выпустить «Disturbia» в качестве сингла после «Take a Bow». В интервью с MTV News Рейд говорил:

«Это был первый раз, когда Рианна фактически пришла ко мне и сказала: „Эта песня, которую я хочу выпустить синглом“. 
 Она позволила мне послушать песню. Она контролировала процесс […] Она понимает что такое хит, и знает что нужно делать, чтобы добиться своей цели».
Оригинальный текст (англ.)It was the first time Rihanna actually came to me and said, 'Here's the song I want to put out.' She played me the song. That was her taking control [...] 
 She understands what hits are, and she knows what she wants to say. She's at that place where she can do that.

## Структура
По музыкальной структуре «Disturbia» — ритмичная песня с «испепеляющими» сильными долями такта, относящаяся к жанрам Данс-поп, Электро-поп и Синти-поп. Подобно «Don't Stop the Music», песня отличается танцевальной и клубной направленностью. Песня с оттенком рока начинается с крика, как в фильме ужасов, после которого слышен хук «Bum-bum-be-dum-bum-bum-be-dum-bum», напоминающий другой — «Ella-ella-ella-ey-ey-ey» из песни «Umbrella» 2007 года. До начала первого куплета Рианна говорит:

«Что со мной не так? / Почему я себя так чувствую? / Я начинаю сходить с ума!».
Оригинальный текст (англ.)What's wrong with me?/Why do I feel like this?/I'm going crazy now!
Песня начинается с резкой последовательности аккордов фортепиано, созданных Джошем Хокирком с помощью Карлоса Ойянедэля, прежде чем зазвучит современная городская музыка. В блоге чарта BBC Фрейзер Макэлпайн пишет, что «Disturbia» напоминает песню «Blue (Da Ba Dee)» итальянского трио Eiffel 65. Согласно опубликованным нотам на сайте Musicnotes.com от Sony/ATV Music Publishing, размер такта с умеренным темпом составляет 124 удара в минуту. Песня написана в тональности Си минор, а вокальный диапазон Рианны находится в промежутке от ноты D3 до E5. В треке использована последовательность аккордов Am—C—G—F, как в куплетах, так и в припевах. Различные вокальные эффекты, а именно Auto-Tune и Вокодер переплетаются с извивающейся мелодией, наполненной сильными долями.

## Отзывы критиков
«Disturbia» получила позитивные отзывы от музыкальных критиков. Джош Тирэнгил из журнала Time похвалил песню за «пружинящую мелодию, которая прыгает в голове». Билл Лэмб из About.com дал песне четыре звезды из пяти возможных, и назвал её «мгновенным хитом танцпола» с «захватывающей» лирикой. Лэмб сказал, что в песне «Disturbia» можно услышать самый прогрессивный и уверенный вокал Рианны. Позже About.com поместил песню на второе место после «Umbrella» в список «Лучшие хиты Рианны» и на восьмое — в «Лучшее использование Auto-Tune в популярной музыке». Алекс Флетчер из Digital Spy сказал, что в отличие от обычного седьмого сингла, выпускаемого артистом, «Disturbia» — один из сильных релизов Рианны, который доказал способность певицы править музыкальными чартами в 2008 году, также успешно как и в 2007-м. Он перешёл к описанию, сказав что песня «законченное электро-удовольствие, заполненное испепеляющим ритмом и сумасшедшими вокальными спецэффектами». Флетчер выдвинул на первый план сильный хук в песне и сказал, что это самый броский припев со времён её сингла «Umbrella». Спенси Ди из IGN посчитал, что композиция имеет заражающий хук «Bum-bum-be-dum-bum-bum», который затягивает слушателя в сильный электронный бит трека. Хайме Джилл от Yahoo! Music подчеркнула «настойчивый хук в песне, сильные ударные, вьющуюся и переплетающуюся мелодию».
Фрейзер Макэлпайн из BBC назвал плюсы песни: леденящий визг Рианны, заиндевелый бессвязный куплет и припев в стиле Eiffel 65. Микки Макмонэйгл из шотландской газеты Sunday Mail сказал, что песня Рианны является миксом электронного звучания с современным R&B и помогает певице выгодно отличаться от стиля Бейонсе. Макмонэйгл подчеркнул начало композиции: «резкая последовательность аккордов фортепиано, которая переключается в качающий урбан ритм». Джои Герра из газеты Houston Chronicle сказала, что это «сексуальная клубная песня» и «взбудораживающая, с рок-оттенком танцевальная запись». «Disturbia» выиграла в номинации Лучшая международная песня на церемонии NRJ Music Award 2009 года, после путаницы, где первоначально считалось, что победила песня Кэти Перри — «I Kissed a Girl».

## Положение в чартах
26 июля 2008 года песня «Disturbia» вошла в чарт Соединённых Штатов Америки Billboard Hot 100 на 19 месте, став лучшим дебютом Рианны на то время, и шестым синглом, вошедшим в лучшую двадцатку песен, из альбома «Good Girl Gone Bad». После выпуска музыкального видеоклипа, увеличения продаж сингла и ротации на радио песня поднялась до четвёртого места, сделав Рианну седьмой певицей (после первых шести: Мадонны, Уитни Хьюстон, Донны Саммер, Мэрайи Кэри, Бейонсе, и Ашанти) с двумя синглами в лучшей пятёрке одновременно, поскольку её предыдущий сингл «Take a Bow» был на втором месте. На следующей неделе песня заняла третье место, превосходя её предыдущий хит «Take a Bow». 23 августа 2008 года сингл «Disturbia» возглавил чарт Hot 100. Песня «Disturbia» стала шестым хитом #1 в чарте Billboard Hot 100 за всю карьеру Рианны, и третьим хитом первой величины из альбома «Good Girl Gone Bad: Reloaded», после «Umbrella» и «Take a Bow», продержавшись на верхней строчке чарта две недели.
29 июля 2008 «Disturbia» поднялась до второго места в Billboard Hot Digital Songs, возглавив его на следующей неделе. Также, песне удалось лидировать в чарте Pop 100. В выпуске журнала Billboard от 13 сентября «Disturbia» удерживала лидерство в обоих чартах Hot Dance Club Play и Hot Dance Airplay. Рианна находилась на одном месте с Мадонной по количеству хитов в чарте Dance Airplay, с общим числом — шесть песен (позже этот рекорд был побит Мадонной, когда её сингл «Miles Away» стал седьмой песней, возглавившей этот чарт). 19 декабря 2008 года «Disturbia» получила тройную платиновую сертификацию от Американской ассоциации звукозаписывающих компаний за продажи превышающие 3,000,000 копий. «Disturbia» — единственная песня Рианны, которая сумела продержаться 36 недель в списке лучших сорока синглов. Также, это первая песня в карьере Рианны, которая получила тройную платиновую сертификацию и стала самым продаваемым синглом по всему миру. На октябрь 2010 года продажи песни в США составляли четыре миллиона копий.
В Соединенном Королевстве «Disturbia» дебютировала на 47 месте в чарте UK Singles Chart благодаря цифровым продажам. После выпуска музыкального видеоклипа песня ещё раз вошла в чарт страны на 47 месте и достигла своего пика на 3-м, а также стала восьмой песней Рианны, вошедшей в десятку лучших синглов великобританского чарта, продержавшись в ней 11 недель, став рекордсменом по количеству платных загрузок превышающих 300,000 копий. В целом, «Disturbia» пользовалась огромным успехом в Великобритании, и, вероятно, достигла бы первого места, если бы была выпущена на физическом носителе. Песня является третьим самым успешным синглом Рианны в стране, так как ему удалось продержаться в сотне главных песен страны в течение 36 недель, второе место занимает сингл «Don't Stop the Music», который продержался на 2 недели больше, и первое место — массивный хит «Umbrella», который удерживал лидирующие позиции в чарте на 33 недели больше. Песня «Disturbia» заняла 13 место в списке самых продаваемых синглов в Великобритании 2008 года, на одну позицию выше, чем её хит первой величины «Take a Bow». В Испании «Disturbia» возглавила чарт самой популярной радиостанции страны, в то время как в официальном чарте Spanish Singles Chart песня достигла своего пика на десятом месте и получила платиновую сертификацию за продажи, превышающие 40,000 копий.
В Ирландии песня была массивным хитом, где достигла своего максимума на четвёртом месте и удерживала позицию в течение шести последовательных недель, став 18-м лучшим продаваемым синглом года, обогнав показатели предыдущих трёх синглов. В Швейцарии песня достигла своего пика на восьмом месте только с помощью цифровых загрузок. В канадском чарте Canadian Hot 100 песня поднялась до второго места за пять недель. В Новой Зеландии «Disturbia» стала третьим синглом первой величины в карьере Рианны и первым — после «Umbrella». Также песня стала четвёртым синглом, вошедшим в лучшую пятёрку композиций этой страны, и пятым — в лучшей десятке из альбома Good Girl Gone Bad, со времён песни «Hate That I Love You», достигшей шестого места. 23 августа 2009 года песня получила платиновую сертификацию за продажи 15,000 копий. В Австралии песня достигла своего пика на шестой позиции чарта. Песня была самой востребованной на радиостанциях Австралии во время её первой недели появления в радиоэфире. Песня получила золотую сертификацию благодаря загрузкам из сети интернет, позже, после выпуска сингла на компакт-диске, он стал платиновым. «Disturbia» возглавляла турецкий чарт Turkey Top 20 на протяжении девяти недель подряд — лучший результат в этом чарте среди синглов 2008 года. 28 декабря по итогам года великобританский чарт UK Singles Chart поместил песню на 18 место. 7 января 2010 года, музыкальный телеканал Великобритании Smashhits поместил песню на третье место в списке лучших десяти песен Рианны — «Rihanna: Ultimate 10».

## Музыкальный видеоклип
Музыкальный видеоклип был снят 29 июня 2008 года; режиссёры — Рианна и её постоянный клипмейкер Энтони Мэндлер. Этот клип стал вторым после сингла «Don’t Stop The Music», в котором певица приняла участие в качестве режиссёра. Танцевальная постановка была создана хореографом Тиной Лендон, которая стала известна благодаря совместной работе с Джанет Джексон. Изначально, клип был доступен только в магазине iTunes в течение 48 часов. 24 июля 2008 года видеоклип дебютировал на музыкальных каналах MTV и BET в чартах TRL и 106 and Park, соответственно. Дебют клипа на канале VH1 состоялся 26 июля. В Великобритании музыкальный видеоклип вышел в эфир 1 августа, в других странах Европы зрители смогли увидеть его только с 8 сентября, и, он сразу же стал пользоваться невероятным успехом на MTV. Клип достиг своего максимума на первых строчках видео-чартов TRL и MuchOnDemand. Действие видеоклипа начинается в сюрреалистической камере пыток, где Рианна курит возле пианино. Начинает звучать музыка; Рианна находится в клетке, а линзы белого цвета делают её взгляд таким, словно она закатила глаза назад. В действие клипа вкраплены сцены, где Рианна в головном уборе из перьев сидит комнате имитирующей газовую камеру. Позже, она показана привязанной к стулу. В кульминации трека она танцует отрывок из хореографической постановки видеоклипа Майкла Джексона — Thriller. На 20 сентября 2009 года количество просмотров официального музыкального видеоклипа превысило отметку в 49 миллионов на сайте YouTube, с почти таким же результатом в 40 миллионов просмотров на других видеопорталах.

## Выступления в живую
Рианна спела «Disturbia» на Церемонии MTV VMA в 2008 году сразу после вступительной речи Бритни Спирс. Музыка на выступлении была смешана с семплом песни «Sweet Dreams» группы Eurythmics, и включала сольную рок вставку из песни «Seven Nation Army» группы White Stripes. Удалённые сцены из музыкального видеоклипа были показаны позади певицы. После интервью на GMTV Рианна спела песню, а также на For One Night Only, This Morning, и Star Academy France. После её выступления на Star Academy France альбом поднялся с 43 до 11 места, а на следующей неделе достиг своего пика на восьмом месте во французском чарте, став первым альбомом Рианны вошедшим в десятку лучших в этой стране. Также певица спела песню на AOL Sessions. «Disturbia» была добавлена в список выступлений на её турах The Good Girl Gone Bad Tour и Last Girl on Earth Tour.

## Форматы и список композиций
CD сингл для США/Великобритании (1787139)
1. «Disturbia» (Album Version) — 3:58
2. «Disturbia» (Instrumental) — 3:58

Сингл Disturbia (Craig C’s Masters Radio Mix) для Австралии
1. «Disturbia» (Craig C’s Masters Radio Mix) — 3:51

Виниловый 12" сингл для Европы (TIME 528)
1. «Disturbia» (Jody Den Broeder Remix) — 7:46
2. «Disturbia» (Craig C’s Disturbstrumental Mix) — 9:18
3. «Disturbia» (Jody Den Broeder Bum Bum Dub) — 8:16
4. «Disturbia» (Radio Edit) — 3:59

Цифровой сингл для Японии
1. «Disturbia» (Album Version) — 3:58
2. «Disturbia» (Jody den Broeder Radio Edit) — 3:52
3. «Disturbia» (Instrumental) — 3:58

## Версии и ремиксы
1. «Disturbia» (Album Version — Clean)
2. «Disturbia» (Video Version)
3. «Disturbia» (Jody Den Broeder Radio Edit)
4. «Disturbia» (Jody Den Broeder Bum Bum Dub)
5. «Disturbia» (Jody Den Broeder Club Mix)
6. «Disturbia» (Craig C’s Master Radio Mix)
7. «Disturbia» (Craig C’s Master Vocal Mix)
8. «Disturbia» (Craig C’s Disturbstrumental)
9. «Disturbia» (Craig C & Nique’s Tribal Mayhem Radio Mix)
10. «Disturbia» (Craig C & Nique’s Bum Dub)
11. «Disturbia» (Craig C & Nique’s Tribal Mayhem Mix)
12. «Disturbia» (Firestar Remix)

## Чарты, сертификации и преемственность
| Чарт (2008)                                 | Высшее место |
| ------------------------------------------- | ------------ |
| Австралия (ARIA)                            | 6            |
| Австрия (Ö3 Austria Top 40)                 | 4            |
| Бельгия/Фландрия (Ultratop 50)              | 1            |
| Бельгия/Валлония (Ultratop 50)              | 4            |
| Канада (Billboard Canadian Hot 100)         | 2            |
| Чехия (Rádio — Top 100)                     | 10           |
| Дания (Tracklisten)                         | 4            |
| Европа (Billboard European Hot 100 Singles) | 2            |
| Финляндия (Suomen virallinen lista)         | 2            |
| Франция (SNEP)                              | 3            |
| Германия (GfK)                              | 5            |
| Венгрия (Rádiós Top 40)                     | 4            |
| Ирландия (IRMA)                             | 4            |
| Италия (FIMI)                               | 14           |
| Нидерланды (Dutch Top 40)                   | 10           |
| Новая Зеландия (Recorded Music NZ)          | 1            |
| Норвегия (VG-lista)                         | 3            |
| Словакия (Rádio — Top 100)                  | 7            |
| Испания (PROMUSICAE)                        | 10           |
| Швеция (Sverigetopplistan)                  | 4            |
| Швейцария (Schweizer Hitparade)             | 4            |
| Великобритания (OCC UK Singles)             | 3            |
| США (Billboard Hot 100)                     | 1            |
| США (Billboard Dance Club Songs)            | 1            |
| США (Billboard Pop Airplay)                 | 1            |

| Страна         | Сертификация  |
| -------------- | ------------- |
| Австралия      | Платиновая    |
| Бельгия        | Золотая       |
| Дания          | Платиновая    |
| Новая Зеландия | Платиновая    |
| Испания        | Золотая       |
| Великобритания | Серебряная    |
| США            | 3× Платиновая |

| Чарт (2008)                      | Позиция |
| -------------------------------- | ------- |
| Australian Singles Chart         | 22      |
| Austrian Singles Chart           | 45      |
| Belgian Singles Chart (Flanders) | 23      |
| Belgian Singles Chart (Wallonia) | 71      |
| Canadian Hot 100                 | 8       |
| Dutch Top 40                     | 38      |
| European Hot 100 Singles         | 17      |
| French Singles Chart             | 49      |
| German Singles Chart             | 41      |
| Irish Singles Chart              | 18      |
| New Zealand Singles Chart        | 21      |
| Swedish Singles Chart            | 36      |
| Swiss Singles Chart              | 21      |
| UK Singles Chart                 | 18      |
| US Billboard Hot 100             | 16      |

| Чарт (2009)          | Позиция |
| -------------------- | ------- |
| Swiss Singles Chart  | 74      |
| US Billboard Hot 100 | 77      |

| Чарт (2000-09)                         | Позиция |
| -------------------------------------- | ------- |
| US Billboard Hot 100 Best of the 2000s | 64      |

## Хронология релиза
| Регион            | Дата             | Формат             | Лейбл        |
| ----------------- | ---------------- | ------------------ | ------------ |
| Соединённые Штаты | 17 июня 2008     | Mainstream airplay | Def Jam, SRP |
| Соединённые Штаты | 24 июня 2008     | Rhythmic airplay   | Def Jam, SRP |
| Великобритания    | 22 июля 2008     | Digital download   | Def Jam, SRP |
| Италия            | 22 сентября 2008 | CD сингл           | Def Jam, SRP |
| Германия          | 3 октября 2008   | CD сингл           | Def Jam, SRP |
| Франция           | 20 октября 2008  | Radio airplay      | Def Jam, SRP |
| Япония            | 22 октября 2008  | Radio airplay      | Def Jam, SRP |